# Campo do Ameal
O Campo do Ameal, conhecido também por Estádio do Ameal, foi um estádio de futebol português inaugurado em 1920 na cidade do Porto. Foi utilizado pelo Sport Progresso e pelo Futebol Clube do Porto, este último por empréstimo, e foi palco da final da Campeonato de Portugal de 1925–26.
Foi ganhando o seu espaço na história portista à medida que o Campo da Constituição se revelava curto para a afluência crescente de adeptos aos grandes desafios. Até à realização do sonho do Estádio das Antas, o Campo do Ameal partilhou momentos com o Estádio do Lima.